# Búðardalur
Búðardalur est une localité islandaise de la municipalité Dalabyggð située dans le Hvammsfjörður au nord-ouest de l'île. En 2022, le village comptait 256 habitants.

## Histoire
Le village occupe une terre habitée depuis très longtemps le lieu étant déjà mentionné dans la Laxdælasaga, une des sagas les plus connues d'Islande. Le village avait une bonne réputation comme lieu de commerce, ce qui a donné au village le nom de Búðardalur signifiant Vallée des boutiques. En 1899, on donna officiellement le droit du commerce à Búðardalur.
Dans les environs du village, on trouve le Eiríksstaðir, l'ancien siège de Erik le Rouge, qui se mit en route d'ici pour découvrir le Groenland.

## Transports
La ville est desservie par la route 60, qui relie Ísafjörður à la route 1, en passant notamment par Þingeyri.
Búðardalur possède un aéroport (code AITA : BQD).